# Todd Wilson
Todd Chadwick Wilson (Troy (Nova York), 31 d'agost de 1963 - San Francisco, 4 de setembre de 2005) va ser un director de cinema que va fer diverses pel·lícules gai. Els dos llargmetratges de Wilson destaquen les relacions entre homes gais asiàtics-blancs.
Es va dedicar a la fotografia fixa quan era nen i es va graduar al Rochester Institute of Technology i al Rensselaer Polytechnic Institute. Todd era un ancià de la First United Presbyterian Church quan vivia a Troy. Era actiu en l'organització d'estudiants gais a RPI i hi va començar un programa de ràdio. Va morir a San Francisco de càncer de pulmó.
Segons el col·lega Jack Curtis Dubowsky, "Todd creia que gran part del cinema queer patia deficiències com la negativitat general, els finals deprimits i la manca de beneficis emocionals i físics. Todd va infusionar les seves pel·lícules amb personatges positius simpàtics, finals feliços i beneficis emocionals i excitants."

## Pel·lícules
- Haiku Love (curtmetratge, possiblement sense estrenar)
- Rice and Potatoes (documental)
- Under One Roof (TLA Releasing, 2002)
- Can't Buy Me Love (estrenada pòstumament)
- NYC Dilemma (estrenada pòstumament)

## Premis
- Millor pel·lícula estrangera 2002 Mix Brasil (Under One Roof)
- Premi especial de reconeixement d'una puntuació, Fire Island Gay and Lesbian Film and Video Festival 2002 (Under One Roof)
- Premi del Públic 2003 Festival Internacional de Cinema Gai i Lèsbic de Barcelona (Under One Roof)
- Millor curtmetratge, Out Takes Dallas 2006 (Can't Buy Me Love)